# Buys-Ballotovo pravidlo

Tváří proti větru je tlaková níže po pravé ruce (na severní polokouli)

Buys-Ballotovo pravidlo říká: pokud stojíme na severní polokouli tváří proti větru, nachází se tlaková níže po naší pravé straně. Na jižní polokouli je tomu přesně naopak. Tvrzení je založeno na proudění větru po izobarických čarách kolem tlakových níží a výší, tedy na jejich rotaci způsobené Coriolisovou silou. Nazváno je po nizozemském meteorologovi a admirálovi Christophovi Buys-Ballotovi (1814–1890), jenž ho poprvé empiricky ověřil, formulováno bylo už předtím meteorology J.H. Coffinem a Williamem Ferrelem.